# リー・カッターモール
- リー・キャタモール

リー・カッターモール（Lee Cattermole, 1988年3月21日 - ）は、イングランド・ストックトン・オン・ティーズ出身の元サッカー選手。現役時代のポジションはミッドフィールダー。

## 経歴

### クラブ
ミドルズブラに所属していた2006年1月2日、ニューカッスル・ユナイテッドとのダービーでプレミアデビューを飾った。
2008年7月24日、移籍金350万ポンドでウィガン・アスレティックに移籍。ウィルソン・パラシオスとダブルボランチを形成した。
2009年8月12日、移籍金600万ポンドでサンダーランドAFCへ完全移籍。以降10シーズンにわたって活躍した、
2019年8月22日、VVVフェンローと1年契約を交わした。この2019-20シーズン、リーグ戦には11試合しか出場できず、クラブから契約延長の打診がなかったため、1年で退団することになった。
2020年8月14日、現役引退を表明した。

### 代表
2009年に開催されたUEFA U-21欧州選手権ではイングランド代表の準優勝に貢献した。フィンランド戦ではイングランド代表の初得点を決め、ドイツとの決勝ではバーを掠めるシュートやゴールライン上でクリアされるシュートを放ち、存在感を示した。

## 人物・エピソード
- ミドルズブラFC在籍時にはミドルズブラの潰し屋の異名をとった。中盤の底で相手の攻撃をことごとく潰し、チームのピンチを救うタイプのプレーヤーで、クロード・マケレレに似た汚れ役のタイプである。しかしながら、カッとなりやすい性格であり、攻撃の芽を摘み取りに行ったプレーが行き過ぎて警告を受けてしまうということがしばしばある。その性格から、イングランドの喧嘩坊主とも言われる。このためか、一発退場になることもしばしばあり、2010年には「1年間で3回退場処分」という珍しい記録も樹立している[注釈 1]。
- ポップグループS Club 7のポール・カッターモールは、いとこにあたる。